# Serguei Krikaliov
Serguei Krikaliov (rus: Сергей Константинович Крикалёв)  (Sant Petersburg, 27 d'agost de 1958), nom complet amb patronímic Serguei Konstantínovitx Krikaliov, rus: Сергей Константинович Крикалёв, també transcrit com a Sergei Krikalev, és un cosmonauta rus i enginyer mecànic. Com un científic prominent, ha estat veterà de sis vols espacials i en l'actualitat ha passat més temps a l'espai que qualsevol altre ésser humà.
El 16 d'agost de 2005 a les 1:44 am EDT va superar el rècord de 748 dies en mans de Serguei Avdèiev. Fins al moment té un total de 803 dies, 9 hores i 39 minuts a l'espai.
El 15 de febrer de 2007, Krikaliov va ser nomenat Vicepresident de la SP Korolev Rocket i Space Corporation Energia (en rus:. Ракетно-космическая корпорация "Энергия" им С. П. Королева) a càrrec dels vols espacials tripulats. També és l'administrador del Centre d'Entrenament de Cosmonautes Iuri Gagarin.
Krikaliov va ser anomenat per molts "l'últim ciutadà de la Unió Soviètica", ja que entre 1991-1992, va passar 311 dies, 20 hores i 1 minut a bord de l'estació espacial Mir. En aquest període la Unió Soviètica es va esfondrar pel que va partir de la Terra com a ciutadà de la Unió Sovietica i va aterrar com a ciutadà de la Federació Russa.

## Educació
Es va graduar de l'escola secundària el 1975. El 1981, va rebre el títol d'enginyeria mecànica a l'Institut de Mecànica de Leningrad, que ara s'anomena Universitat Tècnica Estatal del Bàltic.

## Honors especials
Ha estat membre de l'equip d'acrobàcia aèria nacional de vol tant de la Soviètica com de la Federació Russa quedant campió de Moscou el 1983, i campió de la Unió Soviètica el 1986. Per la seva experiència en vols espacials, se li va concedir el títol d'Heroi de la Unió Soviètica, l'Orde de Lenin, el títol francès de la d'Oficial de la Legió d'Honor, i el nou títol d'Heroi de la Federació de Rússia. També ha estat guardonat amb la Medalla de Vols Espacials de la NASA (1994, 1998).
El 23 de maig de 2007, Serguéi Krikaliov va ser seleccionat com un ciutadà honorable de Sant Petersburg.
Per la seva experiència en vols espacials, se li va concedir:
- el títol d'Heroi de la Federació Russa;
- el títol d'Heroi de la Unió Soviètica (URSS);
- el títol de pilot-cosmonauta de l'URSS (URSS);
- l'Orde de Lenin (URSS);
- Orde al Mèrit de la Pàtria, 4a classe;
- Orde d'Honor;
- Orde de Lenin (URSS);
- Orde de l'Amistat dels Pobles (URSS);
- Medalla "En Mèrit en l'Exploració Espacial";
- Medalla "En commemoració del 300 aniversari de Sant Petersburg".

Premis estrangers:
- Oficial de la Legió d'Honor (França);
- NASA Distinguished Public Service Medal (EUA);
- tres Medalles del Vol Espacial de la NASA (EUA).

## Experiència

### Energia
Després de la seva graduació el 1981, es va unir a NPO Enérguia, l'organització russa industrial responsable de les activitats de vols espacials tripulades. Va posar a prova l'equip de vol espacial, desenvolupant mètodes d'operacions espacials, i va participar en operacions de control en terra. Quan en el 1985 la Soiuz T-10-1 amb destinació a l'estació Saliut 7 va tenir un accident en el llançament, va treballar en l'equip de la missió de rescat. Va desenvolupar procediments per a l'acoblament amb l'estació sense control i reparació del sistema a bord de l'estació.

### Mir
Krikaliov va ser seleccionat com a cosmonauta el 1985. Va completar la seva formació bàsica el 1986 i per un temps va ser assignat al programa del transbordador espacial Buran. A principis de 1988 va començar a entrenar per al seu primer vol de llarga durada a bord de l'estació espacial Mir.
Aquesta formació va incloure la preparació d'almenys sis passeigs espacials (EVA), la instal·lació d'un nou mòdul, la primera prova de la nova Unitat de maniobra tripulada (MMU), i la segona missió cientifica conjunta sovièticofrancesa. Krikaliov va ser llançat el 26 de novembre de 1988 a bord de la Soiuz T-7 com a enginyer de vol, al costat dels seus companys de tripulació, el Comandant Alexander Volkov, i l'astronauta francès Jean-Loup Chrétien.. La tripulació anterior (Vladímir Titov, Musa Manarov i Valeri Poliakov) es va mantenir en la Mir durant altres 25 dies, aquest fet marca el període més llarg una tripulació de sis persones en òrbita. Després que la tripulació anterior va tornar a la Terra, Krikaliov, Poliakov i Volkov van seguir duent a terme experiments a bord de l'estació Mir. A causa que l'arribada de la propera tripulació s'havia retardat, van preparar la Mir per al seu funcionament automàtic abans de tornar a la Terra el 27 d'abril de 1989.
L'abril del 1990, Krikaliov va començar a preparar-se per al seu segon vol com a membre de la tripulació de reserva per a la vuitena missió de llarga durada de la Mir, que també incluia cinc EVAs.
Al desembre de 1990, Krikaliov va començar a entrenar per a la novena missió de la Mir, que incloïa la preparació de deu EVAs. Va ser llançat el 19 de maig de 1991 a bord de la Soiuz T-12, amb Krikaliov com a enginyer de vol, el Comandant Anatoly Artsebarsky, i l'astronauta britànic Helen Sharman. Sharman va tornar a la Terra amb la tripulació següent després d'una setmana, mentre que Krikaliov i Artsebarsky van romandre en la Mir. Durant l'estiu, van dur a terme sis EVAs per realitzar una varietat d'experiments i algunes tasques de manteniment de l'estació.
El juliol del 1991, Krikaliov va accedir a quedar-se en la MIR com a enginyer de vol per a la tripulació següent, programada per arribar a l'octubre, perquè els dos propers vols previstos s'havien reduït a un. Després de la substitució de la tripulació a l'octubre, Volkov i Krikaliov van continuar les operacions a la Mir realitzant un altre experiment i una altra EVA abans de tornar a la Terra el 25 de març de 1992, havent estat a l'espai quan la Unió Soviètica es va dissoldre 26 de desembre de 1991.

### Transbordador Espacial

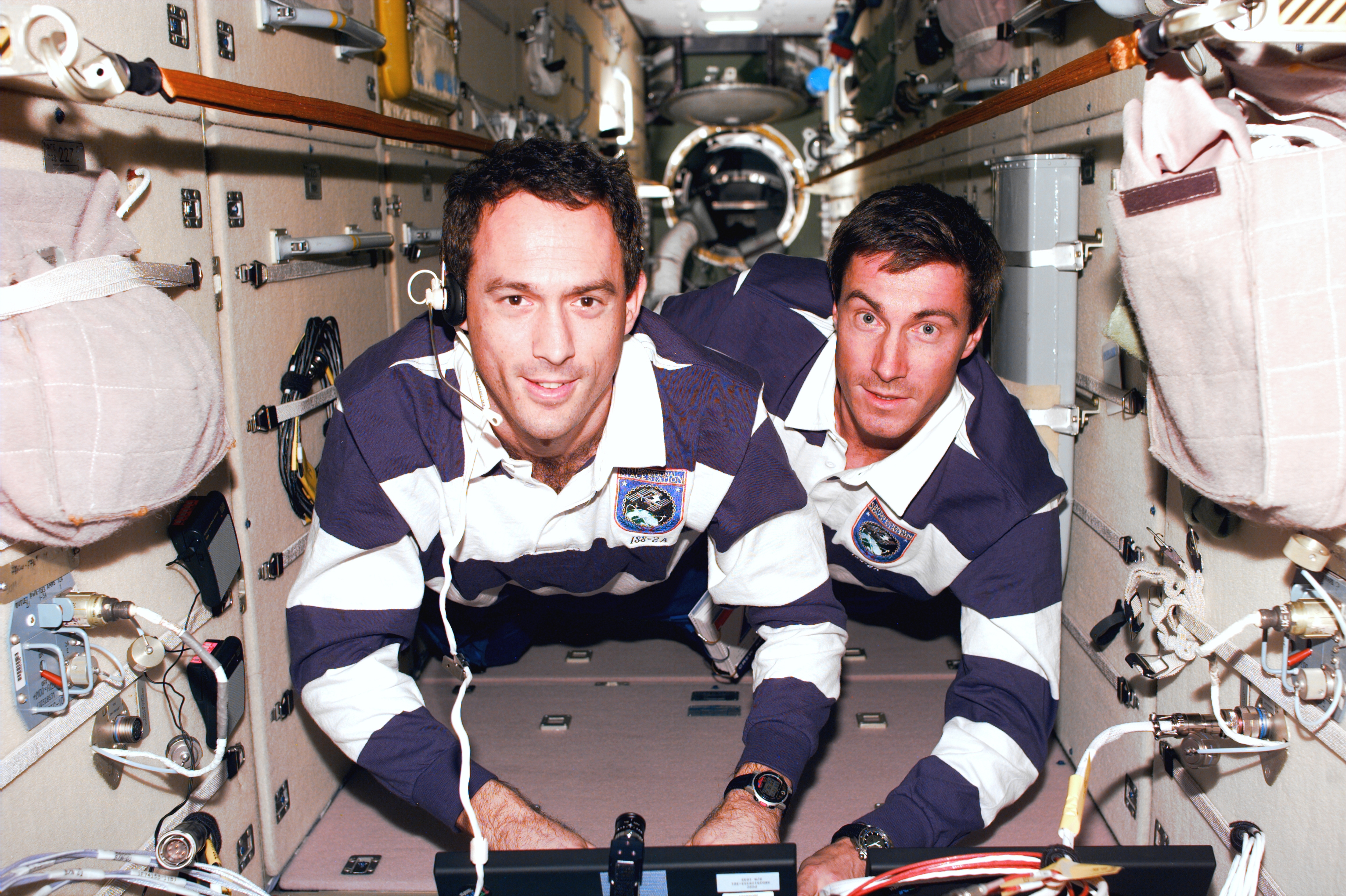
Serguéi Krikaliov i Robert Cabana entrant junts per primera vegada en l'EEI.

A l'octubre de 1992, la NASA va anunciar que un cosmonauta experimentat volaria a bord del proper viatge del Transbordador espacial. Krikaliov va ser un dels dos candidats nomenats per l'Agència Espacial Russa per l'entrenament com a tripulació de la missió STS-60. L'abril del 1993, va ser assignat com a especialista de missió. El setembre del 1993, Vladímir Titov va ser seleccionat per volar en STS-63 amb Krikaliov com a tripulant reserva.
Krikaliov va volar en la missió STS-60, la primera missió espacial en el Transbordador amb EUA/Rússia. Llançada el 3 de febrer de 1994, la missió STS-60 va ser el segon vol de la Mòdul-2 Habitation Space (Spacehab-2). Durant el vol de vuit dies, la tripulació del Discovery, van dur a terme una àmplia varietat d'experiments científics, observació de la Terra, i experiments de suport vital. Krikaliov va realitzar una part significativa del Sistema Manipulador Remot (RMS). Després de 130 òrbites de la Terra, el STS-60 va aterrar en el Centre Espacial Kennedy, Florida, l'11 de febrer de 1994. Amb la finalització d'aquest vol, Krikaliov va registrar un període addicional de vuit dies, set hores i nou minuts a l'espai.
Krikaliov i l'astronauta Robert Cabana es converteixen en les primeres persones a entrar en la EEI al desembre de 1998, quan van encendre les llums en el mòdul americà Unity. Això va ocórrer durant la missió STS-88 del Endeavour. Durant la missió de 12 dies el mòdul Unity va ser acoblat amb el Zarià. Dos membres de la tripulació van realitzar tres caminades espacials per connectar cordons umbilicals i adjuntar eines/maquinari per al seu ús en propers EVAs. La tripulació també va desplegar dos satèl·lits, Mighty Sat 1 i SAC-A. La missió va ser aconseguida en 185 òrbites de la Terra en 283 hores i 18 minuts.

### Estació Espacial Internacional
Krikaliov va ser membre de la tripulació de l'Expedició 1. Es va enlairar el 31 d'octubre de 2000, en un coet Soiuz des del cosmòdrom de Baikonur a Kazakhstan, concloent amb èxit l'acoblament amb l'estació el 2 de novembre de 2000. Durant la seva estada en l'estació van preparar l'interior de l'estació orbital per a futures tripulacions. També van veure créixer l'estació de grandària amb la instal·lació de l'estructura de panells solars americans i el mòdul laboratori Destiny.
Krikaliov també va ser el comandant de l'Expedició 11. Va viure i va treballar a bord de l'Estació Espacial Internacional en una estada de sis mesos de servei. Aquesta va ser la tercera vegada que havia volat a l'Estació Espacial Internacional. L'Expedició 11 va ser llançada des del cosmòdrom de Baikonur, a Kazakhstan el 14 d'abril de 2005 a bord d'una nau Soiuz i es va acoblar a la ISS el 16 d'abril de 2005. Després de 8 dies d'operacions conjuntes es va substituir a la tripulació de l'Expedició 10 que va tornar a la Terra a bord d'una altra nau Soiuz.

## Missions
- Soiuz T-7: Llançada el 26 de novembre de 1988.
- Soiuz T-12: Llançada el 19 de maig de 1991.
- STS-60 Transbordador Espacial Discovery: Llançada el 3 de febrer de 1994.
- STS-88 Transbordador Espacial Endeavour: Llançada el 4 de desembre de 1998.
- ISS Expedició 1: Llançada el 31 d'octubre de 2000.
- ISS Expedició 11: Llançada el 14 abril de 2005.